# حدسية بونياكوفسكي
حدسية بونياكوفسكي (بالإنجليزية: Bunyakovsky conjecture)‏ هي حدسية حدسها عالم الرياضيات الروسي فيكتور بونياكوفسكي عام 1857. تتعلق هذه الحدسية بمتعددات الحدود وعلاقتها بالأعداد الأولية.